# Vladislav Semjonov
Vladislav Semjonov (Russisch: Владислав Семенов) (27 juni 1997) is een Russisch skeletonracer.

## Carrière
Semjonov nam in het seizoen 2020/21 voor het eerst deel aan de Wereldbeker waar hij zijn debuut maakte in de wereldbekerwedstrijd van Sankt Moritz in 2021 – hij eindigde dat seizoen als 37e. Het volgende seizoen was hij een vaste waarde en werd hij vijfde in de einduitslag, zij het zonder een podiumplaats te hebben behaald: twee vierde plaatsen waren zijn beste resultaat.

## Resultaten

### Wereldbeker
Eindklasseringen
| Seizoen   | Rang |
| --------- | ---- |
| 2020/2021 | 37e  |
| 2021/2022 | 5e   |